# قسم إيرندغان
ناحیه إیردنجان هي إحدى مناطق مقاطعه خاش في محافظة سيستان وبلوشستان في إيران . ومركز هذا القسم مدينة ده ريس .

## أقسام البلاد
- - قسم إيرندغان الریفی
  - قسم کهنوک الریفی
  - المدينة:ده رییس

## سكان
وبحسب إحصاء مركز الإحصاء الإيراني فإن عدد سكان قسم إیردنغان التابع لمقاطعه خاش عام 2015 بلغ 13,323 طناً (4523) .

## الوضع الجغرافي
تبلغ مساحة هذا القسم حوالي 2000 كيلومتر مربع ، ويعتبر جبل بيرك الذي يبلغ ارتفاعه 2740 متراً أهم ارتفاعات قسم إيرنيغاد ويحتل أكبر مساحة لجبل بيرك بين المدن الثلاث خاش ومهرستان وسوران. .

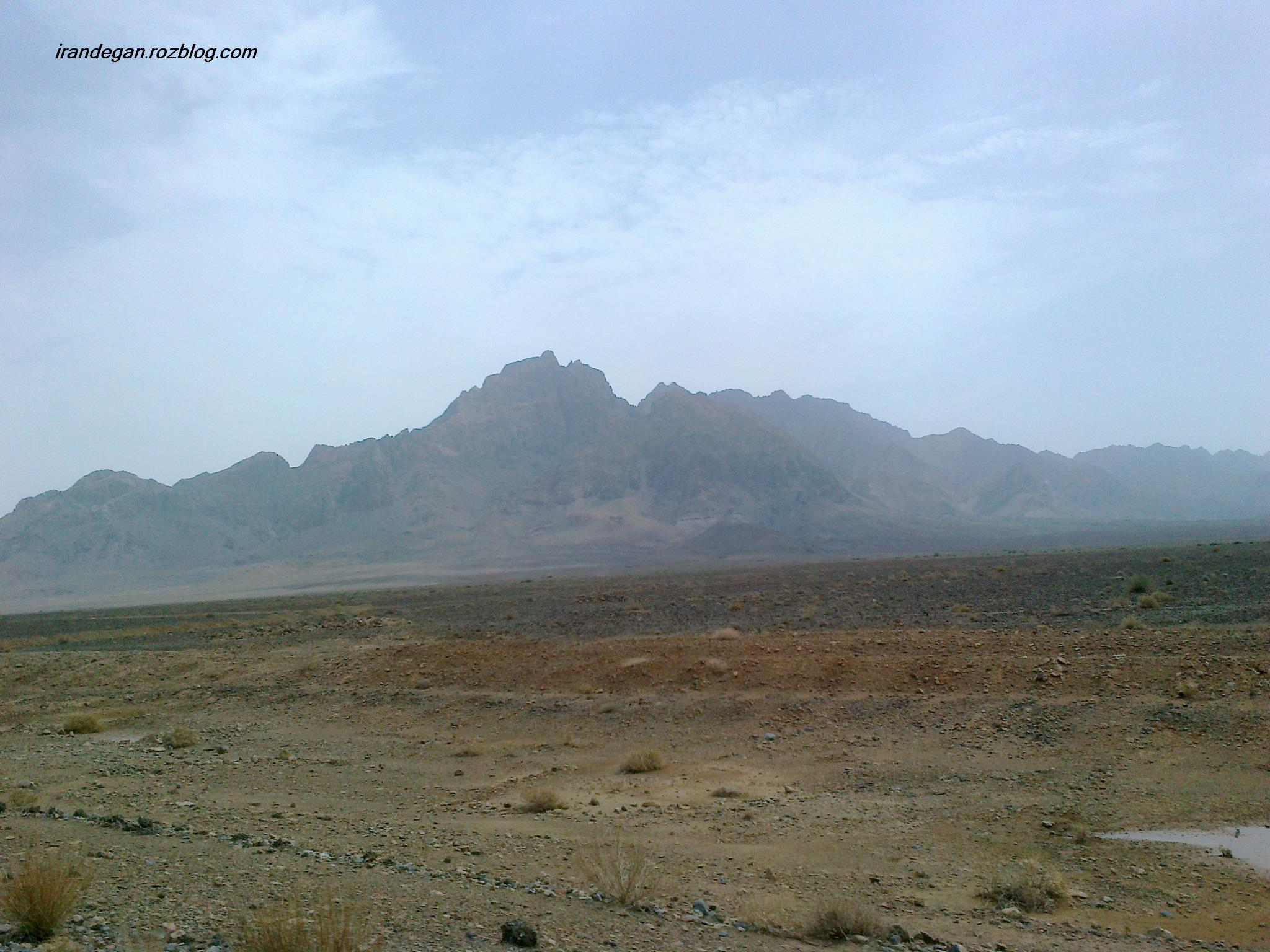
جبل بيرك إيرينداغ

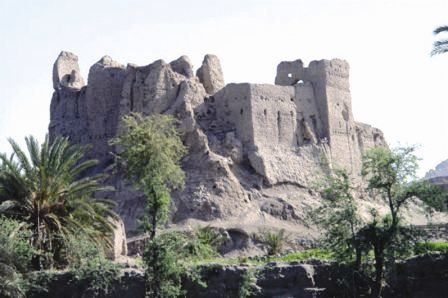
قلعة إيراندانجان التاريخية

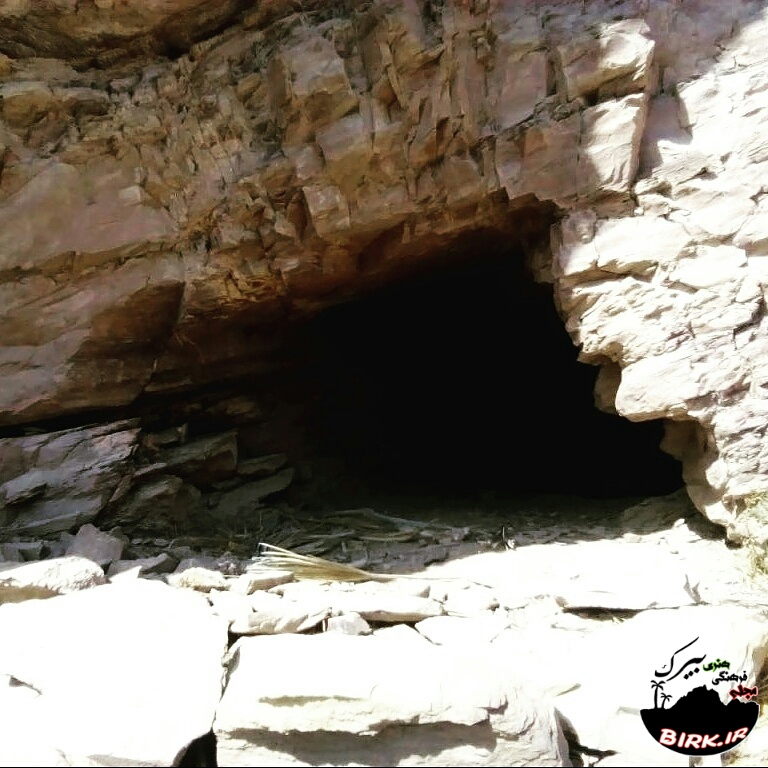
كهف ساداكي في إيرينداغ